# Aleja Józefa Piłsudskiego w Legnicy
Ulica Aleja Marszałka Józefa Piłsudskiego w Legnicy jedna z głównych ulic w mieście, od skrzyżowania ulic aleja Rzeczypospolitej, Stanisława Moniuszki i II Armii Wojska Polskiego – (jedno z największych skrzyżowań w mieście), do skrzyżowania z ulicą Sudecką.
Ulica Piłsudskiego w dwóch kierunkach ma po dwa pasy ruchu, ze względu na trasę szybszego ruchu posiada mniejszą liczbę sygnalizacji świetlnych, oraz ze względów bezpieczeństwa istnieją 3 przejścia nadziemne. Ulicę planuje się przedłużyć od skrzyżowania z ulicą Sudecką aż do Ziemnic, (zw względu na rozwijające się osiedle).
Bezpośrednio przy ulicy znajduje się mniej obiektów niż przy innych ulicach. Na początku ulicy istnieje Szkoła Podstawowa nr. 6 oraz supermarket Lidl. W dalszej części supermarkety: Biedronka, Dom Handlowy, (po prawej stronie) Park Bielański, stacja Legnica Piekary (pod wiaduktem), supermarkety: Biedronka i Lidl (dawne Tesco) oraz hipermarket Carrefour (C.H. Piekary).
Na początku ulicy po obu stronach stoi Osiedle Mikołaja Kopernika z zabudową mieszkalną od 5 do 12 kondygnacji, oraz w dalszej części znajduje się wiadukt kolejowy, pod którym jest stacja kolejowa i mały węzeł. W dalszej części ulicy stoją wieżowce również do 12 kondygnacji wzdłuż ulicy Piłsudskiego na jednostce Piekary A i C. Na środku osiedla znajduje się Rondo skrzyżowane z ulicą Sikorskiego. Pod koniec ulicy zabudowa mieszkalna jest do 5 kondygnacji.
Wzdłuż całej ulicy Piłsudskiego kursują linie: 3, 6, 8, 15, 16, 18, 23, 28, N1, łącznie po jednej (6) i drugiej stronie (6) znajduje się tu 12 przystanków.

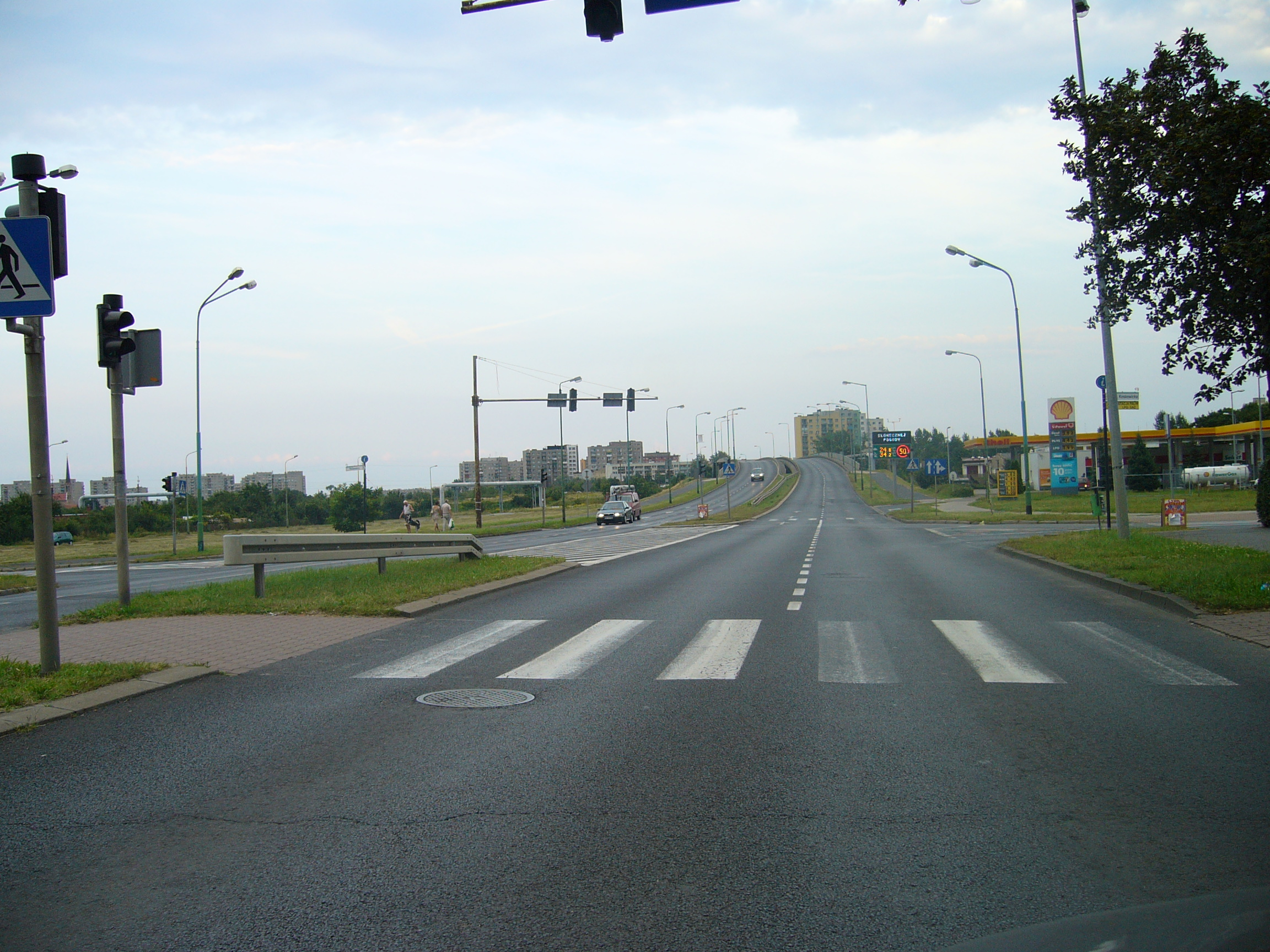
Aleja Marszałka Józefa Piłsudskiego - 2009